# Уоттон, Марк
Марк Уоттон (англ. Mark Wotton; род. 16 ноября 1973, Foxwarren, Манитоба) — канадский хоккеист, защитник.
Начинал играть в команде WHL «Саскатун Блейдз» (1989/90 — 1993/94). На драфте НХЛ 199а года был выбран в 10-м раунде под общим 237-м номером клубом «Ванкувер Кэнакс». Бо́льшую часть дальнейшей карьеры провёл в клубах AHL «Сиракьюс Кранч» (1994/95 — 1998/99), «Юта Гриззлис» (2001/02 — 2003/04, в сезоне 2000/01 играл за команду в IHL), «Херши Бэрс» (2005/06), «Бриджпорт Саунд Тайгерс» (2006/07 — 2010/11, капитан команды).
3 мая 1995 года в матче против «Сан-Хосе Шаркс» дебютировал в НХЛ. Выступал за «Ванкувер» в двух следующих сезонах. В 1999 году перешёл в «Даллас Старз», но провёл в НХЛ только один матч — 30 января 2001 года против «Лос-Анджелес Кингз». Сезон 1999/2000 провёл в команде IHL «Мичиган Кей-Уингз». В локаутном сезоне 2004/05 выступал в российском клубе СКА Санкт-Петербург.
Участник матча звёзд АХЛ 2011 года.